# Chollerhalle
Die Chollerhalle ist eine Veranstaltungshalle in der Schweizer Stadt Zug. Sie wurde 2005 als Nachfolgerin der Baarer Spinnihalle initiiert, weil dort die Pacht auslief. Der Neubau auf dem ehemaligen Kollermühle Galvanik-Areal wurde innert zwei Jahren für 11 Mio. Franken realisiert.
In der Chollerhalle finden bei Konzerten, Lesungen und anderen Kulturveranstaltungen bis zu 1500 Personen Platz. Sie ist die grösste Veranstaltungshalle im Kanton Zug. Die Betriebsführung obliegt dem privat geführten Verein Chollerhalle in Zug.
Verschiedene Gemeinden unterstützen das Engagement finanziell, so steuerte der Kanton Zug beispielsweise 2015 mit 230'000 Franken fast die Hälfte der benötigten Geldmittel von 484'500 Franken bei, gefolgt von der Stadt Zug mit 180'000 Franken. Die Erfolgsrechnung vom 31. Dezember 2015 wies Nettoerlöse von 1,2 Mio. Franken aus, denen ein Bruttoergebnis von 756'000 Franken und ein Jahresergebnis von 75'640 Franken gegenüberstanden.
Im Jahresbericht 2015 sind alle Kantone aufgeführt, aus denen die Besucher der Chollerhalle angereist sind. Gut die Hälfte davon stammte aus dem Kanton Zug selber. An zweiter Stelle lag der benachbarte Kanton Zürich mit 13,7 %, gefolgt vom Kanton Luzern mit 11,9 % und dem Kanton Aargau mit 6,9 %. Etwa genauso viele Besucher (6,9 %) kamen aus den übrigen Kantonen zusammen. 2019 erhielt die Halle einen der vordersten Plätze als beste Eventhalle der Schweiz. Unter den 470 Nominierungen des Schweizer Location Awards errang sie Platz 9.